# Montepulciano
Montepulciano (italijansko [ˌmontepulˈtʃaːno]) je srednjeveško in renesančno mesto na hribu in občina v italijanski pokrajini Siena na jugu Toskane. 605 metrov visoko leži na velikem apnenčastem grebenu..
Montepulciano je glavni proizvajalec hrane in pijače. Znan po svinjini, siru, testeninah pici, leči in medu in je po vsem svetu znan po vinu. Poznavalci menijo, da je Vino Nobile med najboljšimi v Italiji in ga ne zamenjati s sortnim vinom iz grozdja Montepulciano.

## Zgodovina
Po legendi ga je ustanovil etruščanski kralj Lars Porsena iz Chiusija. Nedavne najdbe dokazujejo, da je naselje obstajalo v 4. in 3. stoletju pr. n. št. V rimskih časih je bil sedež garnizona, ki je varoval glavne ceste tega območja.
Po padcu Zahodnega rimskega cesarstva se je pod Langobardi razvil kot versko središče. V 12. stoletju ga je večkrat napadla Republika Siena, s katero so se Poliziani soočili s pomočjo občin Perugia in Orvieto, včasih pa tudi Firence. Za 14. stoletje so bili značilni neprestani boji med lokalnimi plemiškimi družinami, dokler družina Del Pecora ni postala vladar mesta. Od leta 1390 je bil Montepulciano zvest zaveznik (in kasneje posest ) Firenc in je do sredine 16. stoletja živel obdobje sijaja z arhitekti, kot so Antonio da Sangallo starejši, Jacopo Barozzi da Vignola, Baldassarre Peruzzi, Ippolito Scalza in drugi, ki tu gradijo razkošne rezidence in druge zgradbe. Leta 1559, ko so Firence osvojile Sieno in je Montepulciano izgubil svojo strateško vlogo, je njegovpomen upadel.
Po združitvi Italije in osuševanju Val di Chiana je mesto ostalo najpomembnejše kmetijsko središče na tem območju, medtem ko so se industrijske dejavnosti večinoma selile ob Chiusi, ki je bil bližje železnici, ki so jo gradili v tistem obdobju.
Tekmovalna 'dirka sodov', imenovana Bravio delle botti, poteka zadnjo avgustovsko nedeljo od 14. stoletja in nadomešča enakovredno konjsko dirko iz leta 1373.

## Geografija
Montepulciano leži približno 45 km jugovzhodno od pokrajinske prestolnice Siene in približno 86 km jugovzhodno od deželne prestolnice Firence med Val di Chiana in Val d'Orcia. Lokacija in zgradba mesta sta slikovita. Mesto stoji na vrhu 605 m visokega hriba in je obdano s srednjeveškim mestnim obzidjem.
Sestavljajo ga okrožja: Abbadia, Acquaviva, Gracciano, Montepulciano Stazione, Sant’Albino in Valiano.
Sosednje občine so Castiglione del Lago (PG), Chianciano Terme, Chiusi, Cortona (AR), Pienza in Torrita di Siena.

## Znamenitosti
Od druge svetovne vojne je turizem pomemben vidik v gospodarstvu mestnega dela občine. Številne ulice so zaprte za avtomobile. Večina trgovin in restavracij je na glavni ulici, ki se razteza od Porta Al Prato do trga Piazza Grande v dolžini 1,5 kilometra.
Glavne znamenitosti so:
- Palazzo Comunale: mestna hiša, ki jo je zasnoval Michelozzo in spominja na Palazzo della Signoria (Palazzo Vecchio) iz Firenc.
- Palazzo Tarugi, pripisana Antoniu da Sangallo starejšemu ali Jacopu Barozzi da Vignoli. V celoti je iz travertina, s portikom, ki je bil nekoč odprt za javnost.
- Stolnica Santa Maria Assunta ali stolnica Montepulciano, zgrajena med letoma 1594 in 1680, vključuje mojstrovino sienske šole, ogromen Triptih Marijinega vnebovzetja, ki ga je leta 1401 naslikal Taddeo di Bartolo.
- Cerkev Santa Maria delle Grazie: konec 16. stoletja s preprosto manieristično fasado s tri arkadnim portikom. Notranjost ima eno ladjo in hrani dragocen oltar iz terakote Andrea della Robbia.
- Cerkev Madonna di San Biagio: cerkev, ki stoji ob cesti proti Chiancianu izven mesta, je tipična toskanska zgradba iz 16. stoletja, ki jo je zasnoval Antonio da Sangallo starejši na že obstoječi pieve (župnijski cerkvi s krstilnikom), med letoma 1518 in 1545. Ima krožni (centralni) tloris z veliko kupolo nad teraso in kvadratnim tamburom. Zunanjost z dvema zvonikoma je zgrajena v belem travertinu.
- Santa Lucia: baročna cerkev z oltarno podobo Luce Signorellija.
- Museo Civico di Montepulciano: je v palači Neri Orselli in prikazuje zbirko arheoloških predmetov, slik in del iz terakote družine Della Robbia

- Piazza Grande s stolnico in Palazzo Comunale
- Pozzo dei Grifi e dei Leoni (vodnjak z grifinom in levom)
- Palazzo Tarugi, Antonio da Sangallo starejši
- Cerkev Sant’Agostino
- Urni stolp Torre di Pulcinella na trgu Piazza Michelozzo
- Pogled iz mesta na okolico
- Teatro Poliziano
- Pogled na strehe
- Pokrajina okoli Montepulciana

## Turizem
Poleg poznavalcev vina v Montepulciano prihaja tudi veliko ljubiteljev glasbe in sicer na vsakoletni glasbeni festival Cantiere Internazionale d’Arte in koncerte v Palazzo Ricci.
V zadnjih letih je Montepulciano že večkrat prizorišče nagrajenih celovečernih filmov, kot so Angleški pacient, Sanje kresne noči in Mlada luna z Robertom Pattinsonom in Kristen Stewart.

## Vinogradništvo
Tla, lege in podnebje območja dajejo prednost vinogradništvu, po katerem je kraj zaslovel. Rdeče vino ima 'žlahtno' ime: Vino Nobile, čigar ime bi lahko zamenjali z vinom Montepulciano d’Abruzzo iz regije Marke in Abruzzo. Vinarji Montepulciana vplivajo na sorte grozdja, rok uporabnosti in kakovost ter se orientirajo na toskanske sosede iz Montalcina. Preprostejše vino iz Montepulciana se imenuje Rosso di Montepulciano.

## Ljudje
- Sv. Robert Bellarmine, svetnik, kardinal in cerkveni učitelj je bil tukaj rojen 4. oktobra 1542.[5]
- Agnes Montepulcianska, svetnica, rojena v sosedščini Montepulciana leta 1268.[6]
- Firenški klasični učenjak in pesnik Angelo Poliziano se je rodil v Montepulcianu 14. julija 1454.[7][8][9]
- Člani glasbene skupine "Baustelle", ustanovljene leta 1994, izvirajo iz mesta.

## Pobratena mesta
Montepulciano je pobraten z:
- Moulins, Allier, Francija